# Atto emulativo
In diritto si definisce atto emulativo o atto di emulazione quell'atto, costituente esercizio di un diritto soggettivo, che non abbia altro scopo che quello di nuocere o recare molestia ad altri, configurandosi così come abuso del diritto.

## Ordinamento italiano
L'ordinamento giuridico italiano, a differenza di altri, non prevede un divieto generale di abuso del diritto e, quindi, di compiere atti emulativi. Questi sono contemplati solo nell'art. 833 del codice civile riferito all'esercizio del diritto di proprietà: "Il proprietario non può fare atti i quali non abbiano altro scopo che quello di nuocere o recare molestia ad altri".

### Requisiti
Requisiti della emulatività sono:
- un atto di esercizio del diritto di proprietà (ad esempio, l'innalzamento di un muro di cinta);
- la finalità pregiudizievole (ad esempio, perché il muro di cinta, straordinariamente alto, ostruisce la veduta del vicino);
- l'inutilità dell'atto (ad esempio, perché la sua unica finalità è quella di togliere la veduta al vicino).

### Fondamento
La ratio di un tale divieto va ravvisata nel principio dell'abuso del diritto che, sebbene non sia stato espressamente recepito nel codice civile, discende ugualmente dalla concezione del diritto soggettivo come diritto tutelato per il raggiungimento di interessi socialmente apprezzabili. 
Il titolare del diritto di proprietà che compia un atto costituente esercizio del suo diritto, senza che questo tuttavia persegua un interesse socialmente apprezzabile, e anzi ove quest'atto persegua un fine riprovevole, compie un atto emulativo vietato dalla legge.

## Origini storiche
L'atto emulativo nasce intorno all’Ottocento, in seguito alle trasformazioni sociali, politiche ed economiche avvenute in Francia e Germania. 
Questo nasce come strumento di risposta e controllo, da parte dell’ordinamento, al cosiddetto abuso del diritto.  